# Vîhoda, Volociîsk
Vîhoda (în ucraineană Вигода) este un sat în comuna Harnîșivka din raionul Volociîsk, regiunea Hmelnîțkîi, Ucraina.

## Demografie
Componența lingvistică a localității Vîhoda
     Ucraineană (98,13%)
     Alte limbi (1,86%)
Conform recensământului din 2001, majoritatea populației localității Vîhoda era vorbitoare de ucraineană (98,13%), existând în minoritate și vorbitori de alte limbi.